# 蒙古字韻

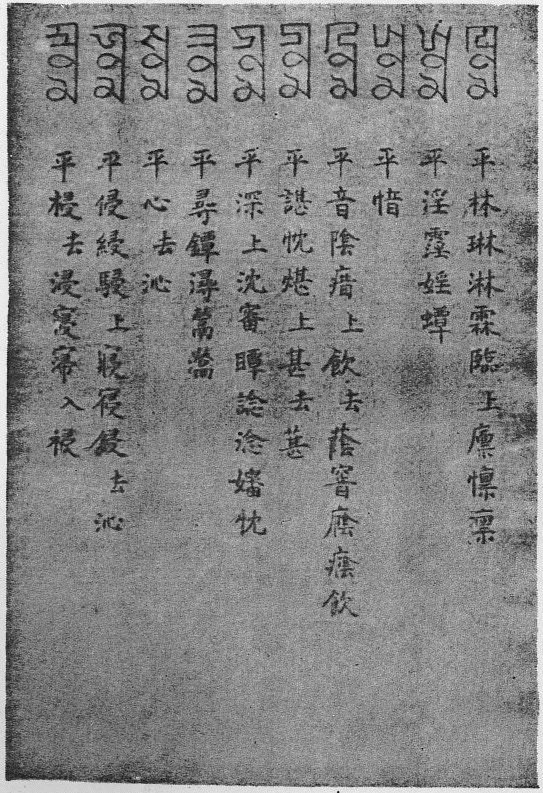
上部にパスパ文字の単語が書かれ、その下に漢字で発音についての解説が書かれている。

『蒙古字韻』（もうこじいん）は、元朝が使用したパスパ文字の音韻を漢字で解説した書籍。1269年から1292年頃に成立したと推定されるが、編者は不明。元刻本は清代道光年間までは存在が確認されるが、その後亡失している。現在は写本が伝わり、1308年（至大元年）に朱宗文による校正本がイギリス・大英博物館に収蔵されている。